# Tonalá (Jalisco)
Tonalá is een stad in Jalisco, in de agglomeratie Guadalajara. Tonalá heeft 408.759 inwoners en is de hoofdplaats van de gemeente Tonalá.
Tonalá is gesticht door de Tonalteken. Volgens de legende werd de stad onderworpen door Nuño Beltrán de Guzmán. Guzmán zou niet in staat geweest zijn de stad met militair geweld in te nemen en sloot daarom vrede met koningin Cihualpilli. Cihualpilli erkende de onderwerping en in ruil daarvoor erkende Guzmán Tonalá als stad. Om dit te vieren werd er een banket gehouden waar de Spanjaarden pozole geserveerd kregen. Dit bleek echter gemaakt te zijn van mensenvlees. Dit werd vervangen door varkensvlees en daarna verspreidde het gerecht zich over heel Mexico.
El Salto · Guadalajara · Juanacatlán · Tlaquepaque · Tonalá · Zapopan